# Славовица
Славовица је село у Јужној Бугарској. Налази се у општини Септември (Пазарџичка област).

## Географија
Село Славовица се налази у Средној гори, где се простира на тзв. Инхитманској превлаци, која се постепено уздиже од југозападног дела Тракијске низије ка врху Елеџику. Савремени рељеф представља делимично наклоњеним ка северу плиоценске платое са јасно изазитим заобљеним врховима, прорезаним дубоким клисурама и сувим долинама. Са западне стране се опажају јасно Јанини грамади, на северу је Ибров чал, на југоистоку је Станкова могила, а на истоку је Петруша.
Клима рејона карактеристична је с особинама континенталне и умерено континенталне климе. Зиме су благе, лета су топла, с честим сушама, а јесени су дуже и топле. Број сунчаних сати је велик, што је нарочито повољно за развој виноградарства и других пољопривредних култура - воћа и поврћа. Углавном преовлађују северозападни ветрови. Падавине су уобичајене углавном за време пролећних и летњих дана, а снежни покривач је танак и одржи се за кратко све до децембра, јануара а повремено и до јануара и марта.
Село Славовица се налази између Јаниних грамада и Ибрвог чала. Од Пазарџика је удаљено 31,5 км, одакле води добро асфалтирани пут кроз Бошуљу, Карабунар, Виноградец